# Jernej Pikalo
Jernej Pikalo, slovenski politik in univerzitetni profesor, * 30. maj 1975, Slovenj Gradec. 
Je dvakratni slovenski minister za izobraževanje, znanost in šport in podpredsednik Vlade Republike Slovenije v času premierja Marjana Šarca. Bil je tudi dolgoletni podpredsednik Socialnih demokratov. Je redni profesor politologije na Fakulteti za družbene vede.  

## Izobraževanje in akademska pot
Obiskoval je Gimnazijo Ravne na Koroškem. Leta 1998 je na Fakulteti za družbene vede Univerze v Ljubljani diplomiral iz mednarodnih odnosov, leta 2003 pa je na isti fakulteti doktoriral iz političnih znanosti, oboje pod mentorstvom Igorja Lukšiča. Njegova akademska pot na Fakulteti za družbene vede Univerze v Ljubljani je zaznamovana z raziskovanjem in sodelovanjem pri številnih državnih in mednarodnih projektih s področja raznovrstnih politoloških vsebin.
V času doktorskega študija je v okviru programa Marie Curie kot raziskovalec gostoval na Centru za proučevanje globalizacije in regionalizacije Univerze v Warwicku v Združenem kraljestvu. Leta 2003 je na Fakulteti za družbene vede Univerze v Ljubljani postal docent, leta 2008 izredni profesor in 2013 redni profesor politologije. Je stalni gostujoči profesor na European Inter-University Centre v Benetkah in Univerzi Bifrost na Islandiji, bivši predsednik programskega sveta RTV Slovenija, med leti 2011 in 2013 pa prodekan za dodiplomski in magistrski študij na FDV UL. 
Je avtor, soavtor ali urednik številnih raziskav, člankov, monografij in zbornikov v slovenskem ter angleškem jeziku. Njegova osebna bibliografija obsega več kot 300 zadetkov. Je mentor številnim generacijam, ki so na Fakulteti za družbene vede diplomirali, magistrirali ali doktorirali.  

## Politika
20. marca 2013 je bil v vladi Alenke Bratušek kot član Socialnih demokratov imenovan za ministra za izobraževanje, znanost in šport Republike Slovenije. Na to mesto je bil znova imenovan v Vladi Marjana Šarca, kjer je bil tudi podpredsednik vlade. 
Mandat v 13. vladi Republike Slovenije je zaznamovala predvsem uveljavitev odločbe ustavnega sodišča o financiranju zasebnih šol iz leta 2014. Odločba je narekovala, da mora država zagotoviti 100 % financiranje obveznega in razširjenega (podaljšano bivanje, jutranje varstvo ...) javno veljavnega programa. Minister Pikalo je po uskladitvi koalicije predložil rešitev, da bi javni program financirali 100 %, razširjenega javnega programa pa ne, pri čemer bi sprememba začela veljati za otroke, vpisane v šolsko leto 2020/2021. Odločitev je vzbudila okoli 300 kritik in pripomb, zavrnitev rešitve na javni razpravi ter pripombe Zakonodajne službe Državnega zbora. Slednje je minister označil za "nezavezujoče mnenje". Pred Državnim zborom je zato potekalo več protestnih shodov, v podporo financiranju zasebnih šol po odločbi Ustavnega sodišča. Na vnovičnem glasovanju se je razenotila tudi koalicija, saj je Stranka modernega centra napovedala, da novele ne bo podprla. 15. julija 2019 je Državni svet Republike Slovenije izglasoval veto na odločitev Državnega zbora. Ta je moral o njem zato glasovati še enkrat, s tem, da bi moralo Pikolov predlog zdaj podpreti absolutna večina, torej 46 poslancev, kar pa se ni zgodilo, Ustavno sodišče je aprila 2020 pritrdilo ustavno primernost Pikalovega predloga.
Po slabem rezultatu stranke na državnozborskih volitvah je 26. aprila 2022 odstopil kot podpredsednik Socialnih demokratov. Na volitvah se sicer ni potegoval za poslanca. Vstopil je društvo Platforma sodelovanja, ki ga je ustanovil takratni poslanec SDS Anže Logar. Pikalo je dejal, da v društvu nima političnih ambicij.

## Zasebno
Z ženo in otrokoma živi v Ljubljani. 